# Enmannsche Kaisergeschichte
La Enmannsche Kaisergeschichte (Storia imperiale di Enmann anche indicata con la sigla EKG, in lingua tedesca, dal nome dello storico tedesco Alexander Einmann che nel 1883 ne elaborò la tesi) indica un’opera storico-biografica sugli imperatori romani da Adriano all’avvento di Diocleziano, sarebbe stata redatta da un autore ignoto in età dioclezianea e risulta interamente perduta.

## Storia
Nel 1883 Alexander Einmann constatò una serie di rilevanti concordanze nel trattamento della storia imperiale di II e III secolo in autori latini e pagani della seconda metà del IV secolo, in particolare: Aurelio Vittore, il Breviario di Eutropio, l’Epitome de Caesaribus, denominati epitomatori, la raccolta biografica dell’Historia Augusta. Egli spiegò queste affinità ipotizzando l’esistenza di uno storico di età dioclezianea-costantiniana che avrebbe composto una Kaisergeschichte, una storia dell’impero fino al 284 strutturata secondo i regni dei singoli sovrani in una prospettiva senatoria: quest’opera avrebbe condizionato l’intera tradizione storiografica superstite.
In seguito, si sono aggiunte altre ipotesi, come ad esempio che ne avesse fruito San Girolamo, oppure che fosse stata prolungata fino al 357.
Questa tesi si basa sostanzialmente su due elementi: l’esistenza di un filo conduttore storiografico che unisce la tradizione di lingua latina della seconda metà del IV secolo, specialmente in autori come Aurelio Vittore, Eutropio, l’Epitome de Caesaribus e la discussissima ed emblematica Historia Augusta e che avrebbero dunque attinto alla fonte di questa opera. E in secondo luogo, strettamente legato alla motivazione principale, vi è il fatto che sussisterebbe un buco storiografico tra il 270 (anno cui giunge la Cronaca di Publio Erennio Dexippo, importantissimo punto di riferimento storiografico per il III secolo) e il 290 che non potrebbe essere altrimenti spiegato: in altre parole non risulterebbe plausibile che gli autori di IV secolo si potessero essere basati unicamente sulla ormai sbiadita fonte di Svetonio (II secolo) o su quella mediocre di un autore come Massimo (inizi III secolo), senza contare che l’unica alternativa, la tradizione orale, fatica a giustificare coincidenze spesso puntuali (vedi ad esempio la vita di Aureliano nei tre epitomatori).
Come già precedentemente accennato, questa opera andrebbe a costituire l’anello di congiunzione tra la storiografia imperiale di III secolo perduta e quella su basi sicure degli autori di IV secolo, permettendo altresì di colmare quel vuoto storiografico che segue la fine dell’importantissima opera storica di Dexippo, che termina nel 270.
La sua debolezza risiede invece nel fatto che un’opera così prestigiosa da essere utilizzata e copiata dagli storici delle successive generazioni sarebbe svanita nel nulla, senza lasciare traccia di assolutamente niente (né autore, né titolo).
Le coincidenze tra gli autori di fine IV secolo comincerebbero, nella narrazione, dalla metà del III secolo e arriverebbero tuttavia fino a circa il 360. Per quest’ultimo fattore si è giunti tuttavia a postdatare la EKG fino al più tardi verso il 357 (termine ante quem sarebbe la battaglia di Murcia) e dunque a mettere in crisi l’autorevolezza di questa fonte per il periodo 270-290. Ragion per cui è stata ipotizzata a monte un’altra fonte (chiamata EKG Urquelle = sorgente). Ma queste supposizioni non hanno fatto che indebolire la tesi della EKG, minandone di fatto l'attendibilità storica man mano che viene allontanata dalle vicende dell'età tetrarchica, seppure sia data per imprescindibile l’esistenza di una fonte comune di età dioclezianea-costantiniana. Il dibattito è ancora ben lungi dall’essere chiuso.